# Патриотске игре (филм)
Патриотске игре (енгл. Patriot Games), је акциони трилер филм из 1992. који је базиран на истоименом роману Тома Кленсија. Главне улоге играју: Харисон Форд, Шон Бин, Ен Арчер и Патрик Бергин.

## Радња
Џек Рајан је бивши агент ЦИА-е, и ради опуштања, као туриста путује у Лондон са својом женом и ћерком. Током разгледања Бакингемске палате ИРА врши терористички напад. Циљ терориста је био да убије члана краљевске породице Лорда Холмса, али то спречава Рајан. Током акције је рањен, али због храброг наступа бива веома популаран. 
Током терористичког напада он убија у самоодбрани једног ирског фанатика. Али брат убијеног терористе постаје жељан освете, и његов циљ постаје се освети, тако циљ терориста постаје Рајан сам и његова породица.
Када се Рајан вратио са пута мислио је да је ствар са терористима окончана, али га терористи проналазе, тако да Рајан бива затечен са највећим изазовом свог живота, треба да спаси породицу и себе од терориста.

## Улоге
| Глумац            | Улога                    |
| ----------------- | ------------------------ |
| Харисон Форд      | Џек Рајан                |
| Ен Арчер          | др Кети Рајан            |
| Патрик Бергин     | Кевин О`Донел            |
| Шон Бин           | Шон Милер                |
| Тора Берч         | Сали Рајан               |
| Џејмс Фокс        | лорд Вилијам Холс        |
| Елен Гир          | Мери Пат Фоли            |
| Самјуел Л. Џексон | натпоручник Роби Џексон  |
| Поли Вокер        | Анет                     |
| Џ. Е. Фриман      | Марти Кантор             |
| Џејмс Ерл Џоунс   | адмирал Џејмс Грир       |
| Ричард Харис      | Педи О`Нил               |
| Алекс Нортон      | Денис Кули               |
| Хју Фрејзер       | Џефри Воткинс            |
| Дејвид Трелфол    | инспектор Роберт Хајланд |
| Алун Армстронг    | наредник Овенс           |